# Шмитт, Филипп
Филипп Йохан Адольф Шмитт (нем. Philipp Johann Adolf Schmitt; 20 ноября 1902, Бад-Киссинген — 8 августа 1950, Антверпен) — нацистский преступник, комендант концлагеря Форт Бреендонк (Бельгия).

## Биография
Родился в 1902 году в Бад-Киссингене в семье из среднего класса. После Первой мировой войны сначала работал банковским клерком, потом служил в Баварском фрайкоре. В 1922—1923 и 1925—1930 годах — член Оберландского фрайкора, участвовал в Пивном путче. Трижды был осуждён за побои. Член НСДАП с сентября 1925 года (№ 19192), в августе 1926 года вышел из партии, но вернулся в сентябре 1930 года. В марте 1932 года вступил в СС (№ 44291). В сентябре 1935 года произведён в унтерштурмфюреры СС, через год — в оберштурмфюреры. В 1936 году зачислен в СД, в апреле 1938 года получил звание гауптштурмфюрера СС. До начала войны проходил службу в Висбадене, руководя дорожными работами при организации Тодта.
В августе 1940 года Шмитт прибыл в оккупированный Брюссель в звании штурмбанфюрера СС и будучи агентом СД. Он получил задание организовать концлагерь в здании старого Форта Бреендонка, комендантом которого вскоре и стал, исполняя свои обязанности до ноября 1943 года. Шмитт стал печально известен благодаря жестокому обращению с заключёнными: часто он спускал собак на пленных или отправлял своего помощника, унтерштурмфюрера СС Артура Праусса, наказывать провинившихся. Шмитт наводил страх даже на своих сослуживцев, но единственными его проступками в должности коменданта лагеря были несколько пьяных дебошей. В июле 1942 года он был тайно назначен командиром новообразованного концлагеря Мехелен для евреев, откуда около 25 тысяч заключённых позднее были высланы в Освенцим. Но Шмитта в апреле 1943 года отстранили от работы: по одной версии, после того, как его кто-то обвинил в сочувствии к заключённым; по другой — за мошенничество и покупку-продажу предметов на чёрном рынке. Шмитт даже получил выговор от Эрнста Кальтенбруннера, начальника РСХА.
В ноябре 1943 года Шмитт оставил должность коменданта Форта Бреендонк, уступив его Карлу Шёнветтеру. После непродолжительной болезни он из Виллебрука прибыл в Данию в качестве командира дивизии «Орхус» из группы «Петер», которая занималась ликвидацией датского партизанского подполья. При участии Шмитта были убиты четверо партизан. В конце войны Шмитт был призван на фронт и после боёв под Рурмондом был ранен в ногу осколком американского артиллерийского снаряда. В мае 1945 года его арестовали в Нидерландах. Опознал Шмитта Пауль Леви, бывший узник концлагеря Бреендонк. 20 ноября 1945 года Шмитт был официально помещён под арест в Бельгии.
2 августа 1949 года Шмитт предстал перед судом Бельгии, который обвинил его в убийстве 83 заключённых Форта Бреедонка и в жестоком обращении с пленными. Шмитт признал свою вину только в смерти одного человека, которого забил до смерти, в остальном же вину свою он отрицал. 25 ноября 1949 года суд приговорил Шмитта к расстрелу. Причиной такого долго рассмотрения дела стали долгие споры среди юристов Бельгии по поводу того, стоит ли вообще проводить суд над нацистами. Апелляция на приговор была отклонена. 8 августа 1950 года Шмитт был расстрелян в 6 часов утра в здании военной пекарни в квартале Антверпена Хобокен.
Его жена Ильзе Биркхольц работала в магазине и тоже участвовала в издевательствах над заключёнными, а в конце войны уже работала в берлинском гестапо. После войны, однако, её не привлекали к уголовной ответственности.
Шмитт стал единственным нацистским преступником, казнённым в Бельгии, и последним человеком, казнённым в Бельгии по приговору суда (с 1996 года смертная казнь в стране отменена).